# Dragon Attack (álbum de Asia)
Dragon Attack es un álbum en vivo de la banda británica de rock progresivo Asia y fue publicado en 2003 en el Reino Unido por Voiceprint Records y en los Estados Unidos por la discográfica United States of Distribution. Fue relanzado en 2005 y 2010 por las compañías Trademark of Official Quality y The Store of Music respectivamente.  Este álbum forma parte de la colección From the Asia Archives.
Este álbum en vivo de dos discos fue grabado durante una presentación como parte de la gira de su álbum Then & Now en la ciudad de Tokio, Japón en 1990.  En este concierto la formación estuvo conformada con los miembros originales de la banda John Wetton, Geoff Downes y Carl Palmer, además del guitarrista Pat Thrall, el cual formó parte de la alineación en reemplazo de Steve Howe.

## Lista de canciones
| Side one |                                         |                                                             |          |  |
| N.º      | Título                                  | Escritor(es)                                                | Duración |  |
| 1.       | «Classical Intro (Band on Stage)»       |                                                             | 0:50     |  |
| 2.       | «Wildest Dreams»                        | John Wetton / Geoff Downes                                  | 5:00     |  |
| 3.       | «Sole Survivor»                         | Wetton / Downes                                             | 5:52     |  |
| 4.       | «Don't Cry»                             | Wetton / Downes                                             | 4:39     |  |
| 5.       | «Voice of America»                      | Wetton / Downes                                             | 5:24     |  |
| 6.       | «Bolero (Cutting It Fine) (Piano Solo)» | Wetton / Downes / Howe                                      | 1:59     |  |
| 7.       | «Video Killed the Radio Star»           | Geoff Downes                                                | 2:26     |  |
| 8.       | «Keyboard Solo»                         | Geoff Downes                                                | 2:44     |  |
| 9.       | «Time Again»                            | Wetton / Downes / Carl Palmer / Steve Howe                  | 4:56     |  |
| 10.      | «Prayin' for a Miracle»                 | Wetton / David Cassidy / Sue Shifrin                        | 4:59     |  |
| 11.      | «Only Time Will Tell»                   | Wetton / Downes                                             | 4:59     |  |
| 12.      | «Rendezvous»                            | Wetton / Downes                                             | 3:33     |  |
| 13.      | «Book of Saturday»                      | Wetton / Palmer / Bill Bruford / David Cross / Robert Fripp |          |  |

### Disco dos
| Side one |                                          |                 |          |  |
| N.º      | Título                                   | Escritor(es)    | Duración |  |
| 1.       | «The Smile Has Left Your Eyes»           | John Wetton     | 5:25     |  |
| 2.       | «Days Like These»                        | Steve Jones     | 3:50     |  |
| 3.       | «The Heat Goes On» (con solo de batería) | Wetton / Downes | 11:41    |  |
| 4.       | «Go»                                     | Wetton / Downes | 5:14     |  |
| 5.       | «Heat of the Moment»                     | Wetton / Downes | 8:38     |  |
| 6.       | «Open Your Eyes»                         | Wetton / Downes | 8:04     |  |

## Formación
- John Wetton — voz principal y bajo
- Geoff Downes — teclados y coros
- Carl Palmer — batería
- Pat Thrall — guitarra